# La Muntanyeta (Montferrer i Castellbò)
La Muntanyeta és una muntanya de 1.626 metres que es troba entre els municipis de Montferrer i Castellbò i de Les Valls d'Aguilar, a la comarca de l'Alt Urgell.